# Jerzy Mycielski (historyk)
Jerzy Mycielski h. Dołęga (ur. 30 maja 1856 w Krakowie, zm. 26 września 1928 tamże) – pruski hrabia, polski historyk, historyk sztuki, profesor UJ, kolekcjoner dzieł sztuki, mecenas sztuk pięknych.

## Zarys biografii

Herb Dołęga

Urodził się w rodzinie Franciszka, właściciela Wiśniowej, i Walerii z Tarnowskich (1830–1914) oraz bratem ciotecznym rektora Uniwersytetu Jagiellońskiego, Stanisława Tarnowskiego. Maturę zdał w 1873 w Gimnazjum św. Anny w Krakowie, po czym podjął studia historii na tamtejszym uniwersytecie. W 1878 uzyskał doktorat na UJ, po czym kształcił się dalej w Wiedniu. W 1881 uzyskał w Krakowie habilitację jako docent historii Polski.
Zwrot w jego zainteresowaniach od historii do historii sztuki zaczął się w 1883 pod wpływem Mariana Sokołowskiego. Po licznych publikacjach na temat portretów polskich Mycielski uzyskał w 1895 habilitację w dziedzinie historii sztuki. W 1897 uzyskał nominację na profesora nadzwyczajnego, a w 1910 został ordinariusem swej uczelni.
Dzięki swym powiązaniom rodzinnym i towarzyskim z bogatym ziemiaństwem wszystkich trzech zaborów prof. Mycielski miał możliwość odnajdywania licznych zapomnianych dzieł polskich i obcych mistrzów malarstwa, które znajdowały się – nierzadko bardzo uszkodzone – w różnych rezydencjach magnackich: obrazy dokumentował i dawał do konserwacji, część z nich nabywał do własnej kolekcji. Ratował także przed zniszczeniem zabytkowe kamienice w Krakowie, kościoły i klasztory na prowincji oraz szereg na pół lub zupełnie zrujnowanych zamków, często z pomocą zaprzyjaźnionego z nim austro-węgierskiego następcy tronu, aks. Franciszka Ferdynanda. Mycielski przyjaźnił się blisko także z wybitnymi malarzami swej epoki, m.in. z Jackiem Malczewskim, od którego zakupił wiele dzieł. Do dziś dnia zachował się wspólny portret Mycielskiego i Żymierskiego pędzla tego mistrza (Zbiory Malarstwa na Wawelu).
Po wybuchu I wojny światowej Mycielski, zwolennik tzw. rozwiązania austropolskiego (czyli zjednoczenia Polski pod berłem Habsburgów), zbliżył się do Naczelnego Komitetu Narodowego i stał się entuzjastycznym zwolennikiem stworzenia Legionów Polskich, nawiązał także osobiste więzy przyjaźni z wieloma ich (dużo młodszymi od siebie) oficerami, m.in. z Januszajtisem i Żymierskim, których, rannych po pierwszych bojach z Rosjanami, wziął pod swą opiekę i wyleczył.

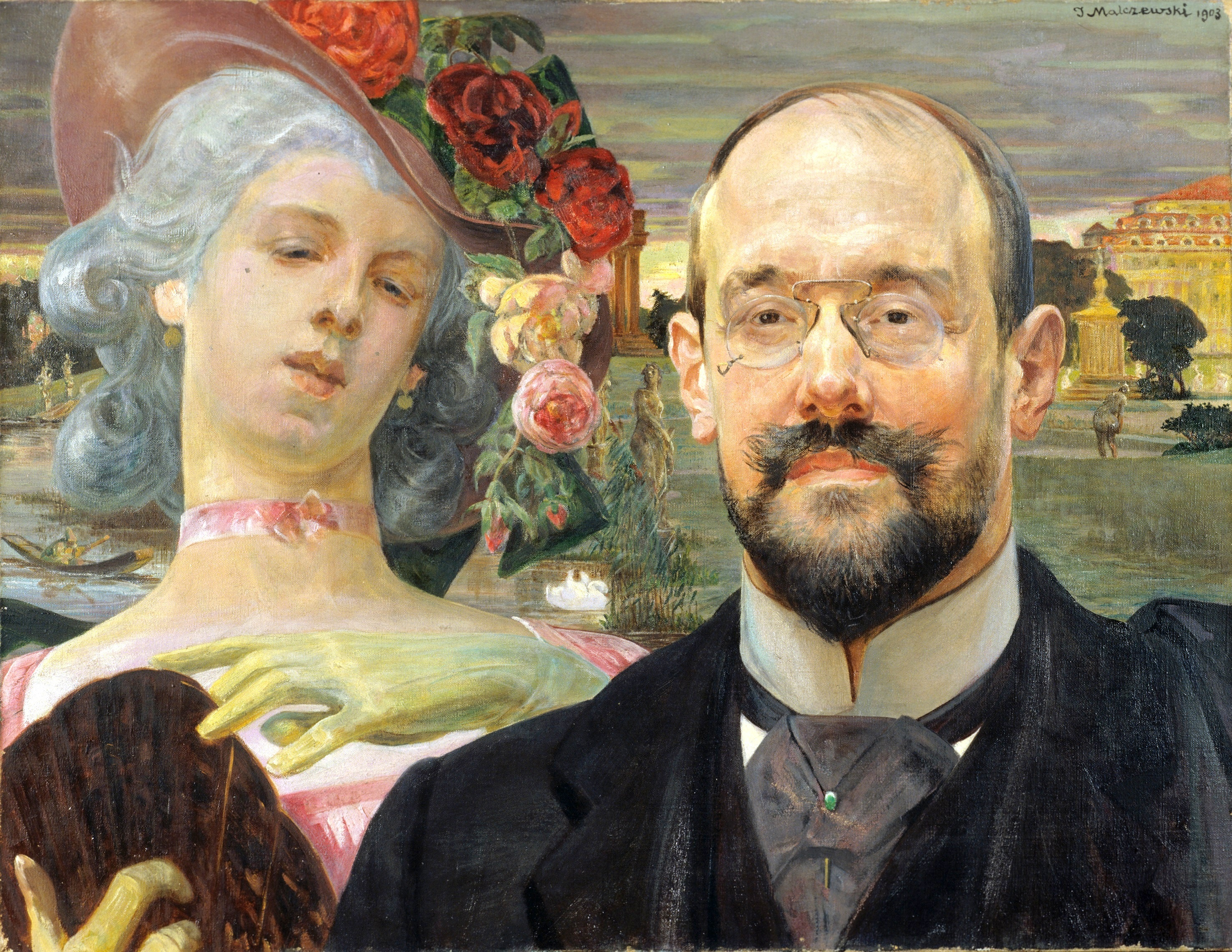
„Portret Jerzego Mycielskiego z Muzą” obraz Jacka Malczewskiego (1903)

Niedługo przed upadkiem Austro-Węgier Mycielski został w 1917 mianowany członkiem Izby Panów w C. K. parlamencie. Po uzyskaniu przez Polskę niepodległości był członkiem zarządu licznych komisji i komitetów, zajmujących się zabezpieczeniem i restauracją narodowego mienia historycznego.

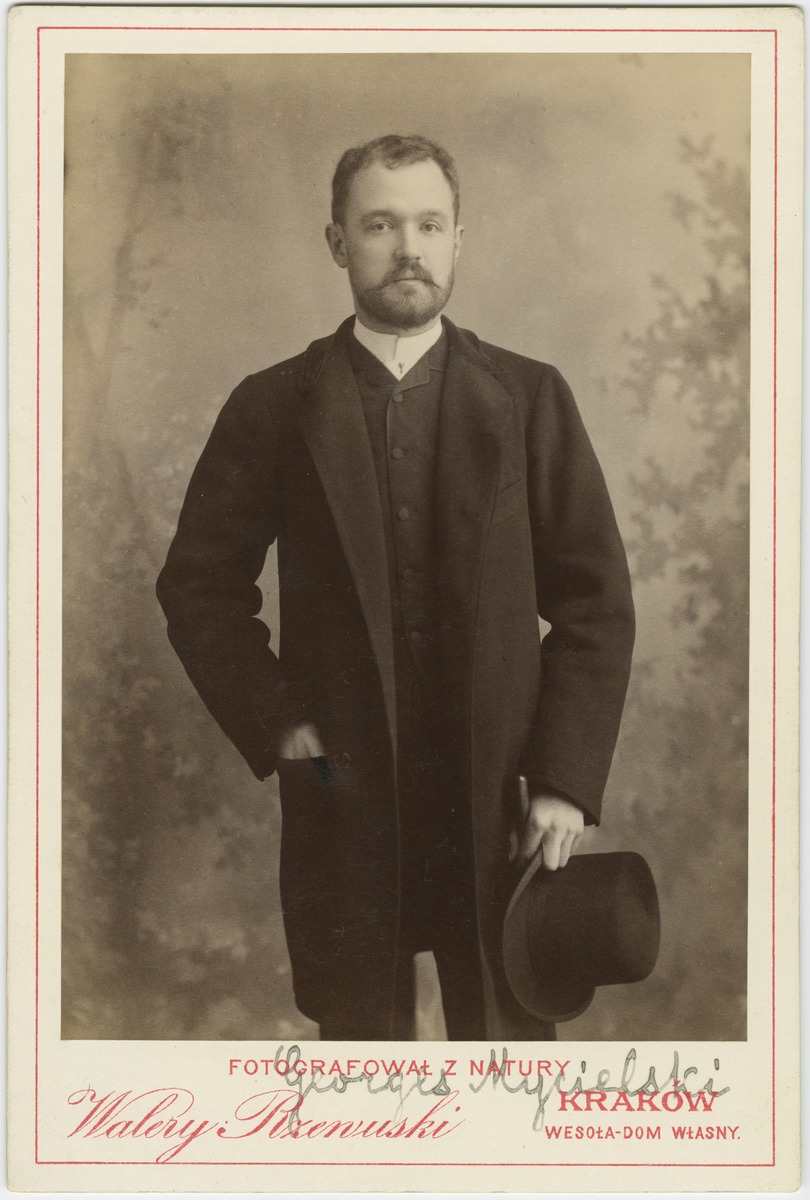
Jerzy Mycielski (przed 1888).

Rodziny Mycielski nigdy nie założył, swą wielką i cenną kolekcję dzieł sztuki (ok. 500 obrazów) zapisał Muzeum Narodowemu w Krakowie. Pochowano go w rodzinnym mauzoleum w Wiśniowej.

## Wybrane publikacje
- Ambasador polski na dworze hiszpańskim (dysertacja doktorska), 1878
- Kandydatura Hozjusza na biskupstwo warmińskie w r. 1548 i 1549, (habilitacja), 1881
- Cztery portrety królowej Marysieńki, 1883
- Porwana z klasztoru. Kartka z dziejów obyczajowych w Polsce XVII wieku, 1886
- Bolonia i jubileusz jej uniwersytetu, 1889
- Z pod wieży Eifel, 1891
- Sto lat malarstwa w Polsce 1760–1860, 1897
- Antoni van Dyck, 1900
- Portrety polskie, 1900
- Portrety polskie Elżbiety Vigée-Lebrun, 1927

## Funkcje honorowe i społeczne
- Członek Denkmalrat (C. K. Państwowa Rada Konserwatorska)
- Członek C. K. Komisji Budowy Hofburgu w Wiedniu
- Członek Rady Sztuki w Warszawie
- Członek Rady Konserwatorskiej woj. krakowskiego i kieleckiego
- Członek Komitetu Odnowienia - Zamek Królewski na Wawelu
- Członek Komitetu Restauracji Katedry i Grobów Królewskich na Wawelu
- Członek Komitetu Restauracji - Zamek Królewski w Warszawie
- Członek Kuratorium - Muzeum Wojska Polskiego w Warszawie
- Członek czynny - Akademia Umiejętności w Krakowie

## Ordery i odznaczenia
- Krzyż Komandorski Orderu Odrodzenia Polski (10 listopada 1927)[6]
- Wielki Oficer Orderu Korony Rumunii (Rumunia)
- Krzyż Oficerski Orderu Legii Honorowej (Francja)
- Krzyż Oficerski Orderu Korony Włoch (Włochy, 1900)[3]
- Krzyż Oficerski Orderu Oranje-Nassau (Królestwo Niderlandów)
- Odznaka Honorowa Austriackiego Czerwonego Krzyża – Krzyż I klasy z dekoracją wojenną (Austro-Węgry)